# Ehätysluoto
Ehätysluoto är en ö i Finland.   Den ligger i kommunen Lieksa i den ekonomiska regionen  Pielinen-Karelen  och landskapet Norra Karelen, i den östra delen av landet, 400 km nordost om huvudstaden Helsingfors.